# Pastilà
La pastilà (in russo пастила́?) è un dolce russo ottenuto dalla purea di mele amare tipico della città di Kolomna.

## Storia
Nel 1735 un commerciante russo di cognome Šeršavin fonda la prima fabbrica di pastilà.
La prima ricetta risale invece al 1796 e si trova nel dizionario di Levšin e nel trattato russo di etica ed economia domestica Domostroj.